# Taxiphyllum giraldii
Taxiphyllum giraldii är en bladmossart som beskrevs av Fleischer 1923. Taxiphyllum giraldii ingår i släktet Taxiphyllum och familjen Hypnaceae. Inga underarter finns listade i Catalogue of Life.